# Fédération des travailleurs arubais
La Federación de Trabajadores Arubanos (FTA - Fédération des travailleurs arubais) est une organisation syndicale d'Aruba fondée en 1964.